# Čching-čcheng-šan
Čching-čcheng je pohoří v čínské provincii S’-čchuan. Podle taoistické tradice zde působil Žlutý císař, legendární čínský panovník. Nachází se zde okolo 36 menších vrcholů a mnoho chrámů.
Celé pohoří bylo v roce 2000 zařazeno na Seznam světového dědictví UNESCO.